# Psilopteryx schmidi
Psilopteryx schmidi är en nattsländeart som beskrevs av Kumanski 1970. Psilopteryx schmidi ingår i släktet Psilopteryx och familjen husmasknattsländor. Inga underarter finns listade i Catalogue of Life.